# ملینه کوچاریان
ملینه کوچاریان (ارمنی: Մելինե Քոչարյան؛ انگلیسی: Meline Kocharyan؛ ۱۹۹۱) یک بدمینتون‌باز زن اهل ارمنستان است .